# Хрватски савез америчког фудбала
Хрватски савез америчког фудбала (HSAN) (хрв. Hrvatski savez američkog nogometa) је организација која управља америчким фудбалом у Хрватској. Седиште асоцијације је у Загребу, а основана је 2008. године. Тренутни председник је Драгутин Фунда.

## Историјат
Хрватски савез америчког фудбала настао је 2008. године. Од јула 2014. Члан је међународне организације америчког фудбала ИФАФ. У Хрватској постоји тренутно 9 клубова који се такмиче у државном првенству. Првенство је први пут одржано 2010. године, а од 2009. године постоји флег лига.

## Такмичења
Под покровитељством ХСАН-а функционишу два такмичења у америчком фудбалу.
| Такмичења | Хрватска лига у америчком фудбалу Флег лига Хрватске |

## Клубови
У Хрватској постоји укупно девет клубова. Најстарији и најуспешнији тим су Тандери Загреб, који су основани 2006. године. Осим Тандера, постоје и Рејдерси Загреб, Патриотси Загреб затим Кенонси Осијек, Сивулвси Сплит, Гринхорнси Бјеловар, Сејнтси Запрешић, Најтси Огулин и Хокси Јастребарско.